# Metlife Building

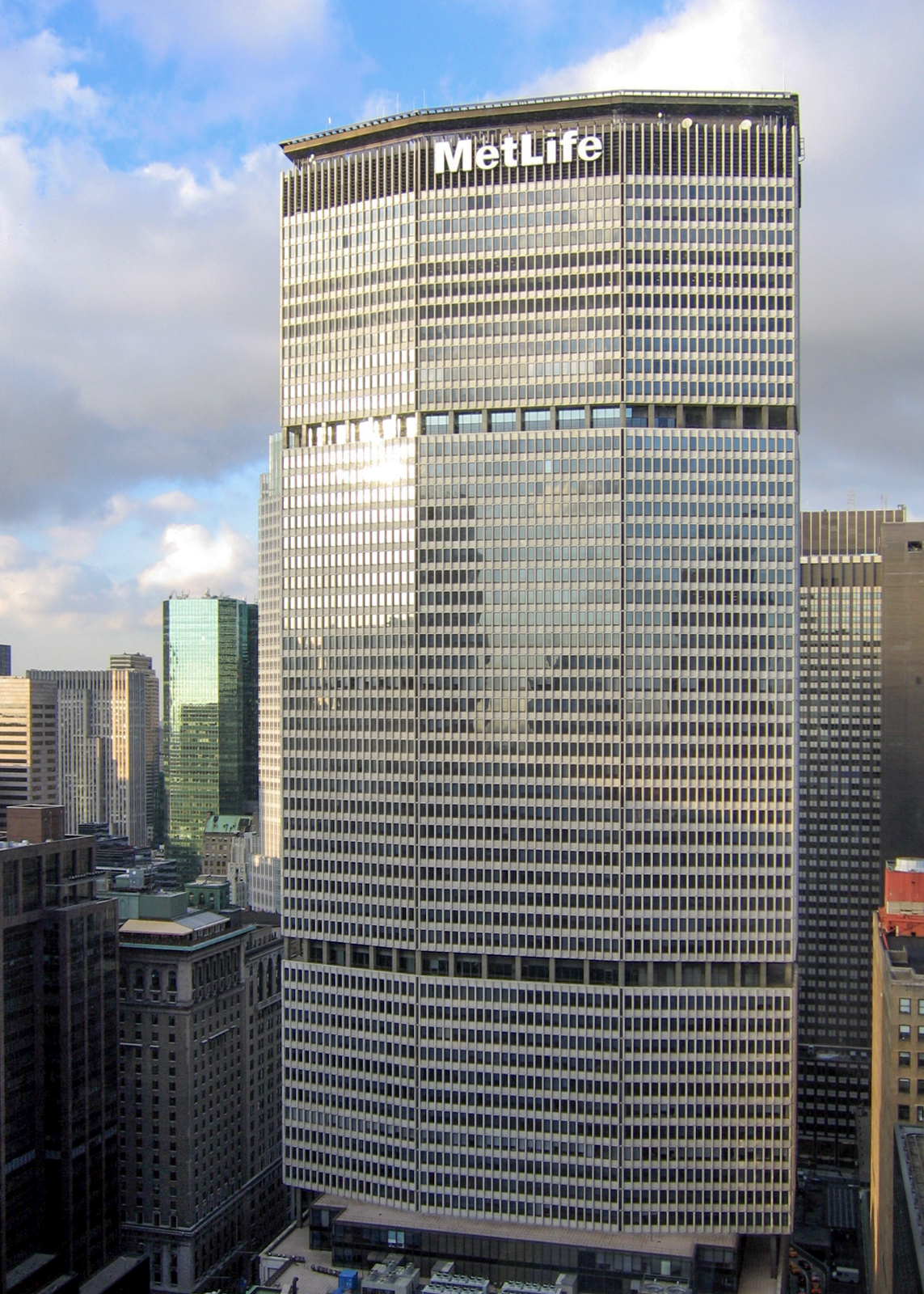
MetLife Building sett från 101 Park Avenue.

Metlife Building, tidigare Pan Am Building, är en berömd kontorsbyggnad på 200 Park Avenue, New York, USA. Den ritades av Walter Gropius och Pietro Belluschi.
Byggnaden, vars form var avsedd att efterlikna en flygplansvinge, färdigställdes 1963 och är fortfarande en av världens största kontorsbyggnader vad gäller golvyta; 260 000 m2. Skyskrapans höjd mäter 246 m, fördelade på 59 våningar och är USA:s fyrtioandra högsta byggnad.
25 000 personer arbetar i byggnaden. I nära 30 år fungerade skyskrapan som huvudkontor till flygbolaget Pan American Flight (Pan Am), men då företaget gick i konkurs 1991 hamnade byggnaden i Metropolitan Life Insurance Companys ägo, och döptes sedermera om till MetLife Building. Fram till 1977 hade byggnaden en landningsplatta för helikoptrar på taket, men efter en olycka som resulterade i fem dödsfall fick den stängas. I olyckan omkom bland andra regissören och uppfinnaren Michael Findlay som var på väg till Frankrike för att möta finansiärer för sin 3D-kamera. En kvinna på marken omkom också efter att ha träffats av ett rotorblad.

## Övrigt
Byggnaden parodieras i tv-spelet Grand Theft Auto IV där det istället för MetLife står GetaLife, ungefär skaffa ett liv.